# Zámecký mlýn (Brody)
Zámecký mlýn v Brodech u Krásného Dvora v okrese Louny je vodní mlýn, který stojí přibližně 100 metrů východně od brodského zámku na potoce Leska. Jako součást areálu zámku je památkově chráněn a od roku 2022 je evidován jako budova v havarijním stavu.

## Historie
Mlýn je zaznamenán na mapě prvního vojenského mapování – josefského z roku 1768. V roce 1873 byl přestavěn. V brodecké kronice z roku 1946 je uveden zápis: „Při odsunu německých starousedlíků se jejich domácí zvířata shromažďovala ve statku a domácí vybavení ve mlýně vedle zámku.“

## Popis
Zděný mlýn s polovalbovou střechou má na jižní straně se dvěma patry sklepení. V jihozápadní části jsou přistavěny přístavby, které přímo navazují na objekt mlýna. Zdivo je smíšené, převážně kamenné, na fasádě přístavby je uveden letopočet 1873.
Voda na vodní kolo vedla náhonem. Mlýn zůstal zcela bez technologie, zaniklo vodní kolo na vrchní vodu i Francisova turbína (k roku 1930: hltnost 0,09 m³/s, spád 15,7 m, výkon 14,4 HP).